# Helga Nachtigall
Helga Nachtigall (* in Berlin) ist eine deutsche Rechtsanwältin und ehemalige Schauspielerin.

## Leben
Nachtigall absolvierte zunächst eine Ausbildung als Krankenschwester. Im Anschluss machte sie 1968 ihr Abitur, welchem ein vierjähriges Studium der Rechtswissenschaften folgte.
Seit 1990 ist sie als Rechtsanwältin zugelassen und bezieht die Schwerpunkte Familienrecht und Medizinrecht. Durch die Gründung ihrer eigenen Anwaltskanzlei in Berlin machte sie sich selbstständig.
Nachtigall trat zudem in den Fernsehserien Harry hilft, Familien-Fälle und Anwälte im Einsatz auf.

## Filmografie
- 2007–2009: Harry hilft
- 2012–2013: Familien-Fälle
- 2013–2015: Anwälte im Einsatz